# 圣若达尔
圣若达尔（法語：Saint-Jodard，法語發音：[sɛ̃ ʒɔdaʁ]）是法国卢瓦尔省的一个市镇，位于该省中部，卢瓦尔河右岸，属于罗阿讷区。

## 地理
圣若达尔（45°52'50"N, 4°7'56"E）面积6.65 平方千米，位于法国奥弗涅-罗讷-阿尔卑斯大区卢瓦尔省，该省份为法国中南部省份，北起顺时针与索恩-卢瓦尔省、罗讷省、伊泽尔省、阿尔代什省、上盧瓦爾省、多姆山省和阿列省接壤。
与圣若达尔接壤的市镇（或旧市镇、城区）包括：旺德朗日、讷利斯、皮奈、圣普列斯特拉罗什、卢瓦尔河畔韦兹兰。
圣若达尔的时区为UTC+01:00、UTC+02:00（夏令时）。

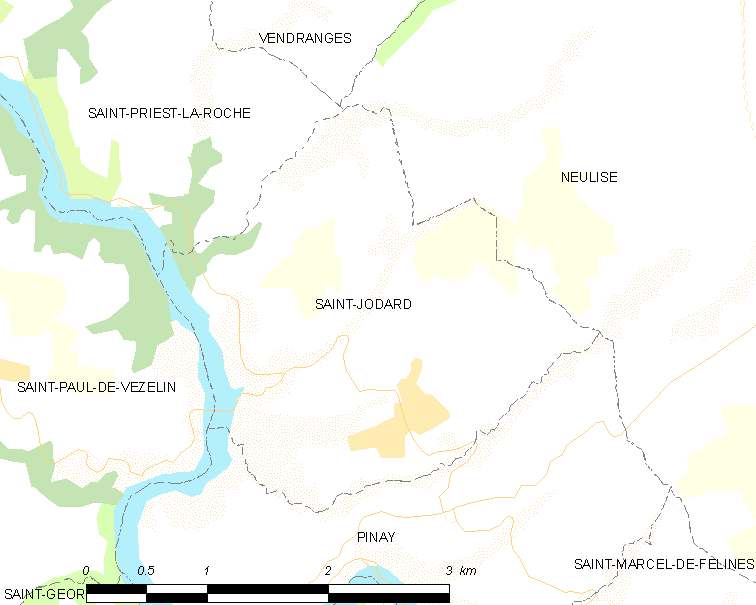
圣若达尔的OSM定位图

## 行政
圣若达尔的邮政编码为42590，INSEE市镇编码为42241。

## 政治
圣若达尔所属的省级选区为勒科托县。

## 交通
卢瓦尔省省道D26线和D56线在境内交汇。圣若达尔站停靠罗阿讷—圣埃蒂安一线的列车。

## 人口

1962-2008年间圣若达尔人口变化图示

圣若达尔于2022年1月1日时的人口数量为392人。